# Bandy vid olympiska vinterspelen
Bandy har aldrig varit en officiell olympisk sport, men det var uppvisningssport under olympiska vinterspelen 1952 i Oslo. De länder som deltog var Finland, Norge och Sverige. Det gav bandyvärlden en skjuts framåt och 1955 grundades världsbandyförbundet Internationella bandyförbundet (FIB). FIB arbetar med att få bandyn med på OS-programmet, och FIB:s president Boris Skrynnik anser att detta är ett av de viktigaste målen för alla medlemsländer. 2001 blev bandyn en erkänd sport av IOK, och den 12 augusti 2004 blev man fullvärdiga medlemmar.